# Dieter Ranspach
Dieter Max Arnold Martin Ranspach (* 14. Juni 1926 in Berlin-Schöneberg; † 31. Oktober 2017 in Berlin) war ein deutscher Schauspieler, Berliner Staatsschauspieler und Synchronsprecher.

## Leben
Der Sohn eines Verlagskaufmanns besuchte nach dem Gymnasialabschluss die Schauspielschule des Hebbel-Theaters in Berlin, wo er 1947 in der Komödie Sophienlund von Helmut Weiß und Fritz von Woedtke sein Bühnendebüt gab. In den Folgejahren spielte er an zahlreichen Theatern in Berlin, zunächst im Rollenfach des jugendlichen Liebhabers und Bonvivants, später als Charakterdarsteller. Ab 1954 war Dieter Ranspach Mitglied der Staatlichen Schauspielbühnen Berlin. 1971 wurde er für seine künstlerischen Verdienste zum Berliner Staatsschauspieler ernannt.
1953 gab Dieter Ranspach in der Märchenproduktion Die Prinzessin und der Schweinhirt sein Spielfilmdebüt. In vielen Quellen wird sein Name als Mitwirkender in diesem Film mit Dieter Ansbach falsch angegeben. Zu seinen wenigen Film- und Fernsehauftritten gehörten die Krimiserie Gesucht wird Mörder X, das Fernsehspiel Die falschen Nasen nach Jean-Paul Sartre, die Goethe-Inszenierung Clavigo und die Filmkomödie Ist Mama nicht fabelhaft?  nach einer Vorlage von Barbara Noack. Häufig spielte er unter der Regie von Peter Beauvais.
Einem breiten Publikum wurde seine Synchronarbeit bekannt. Mit seiner hohen und distinguierten Sprechweise synchronisierte er oft pedantische und leicht versnobte Charaktere und lieh seine Stimme u. a. John Mahoney (in Suspect – Unter Verdacht), Jonathan Cecil (als Captain Hastings in mehreren Agatha-Christie-Verfilmungen mit Peter Ustinov als Hercule Poirot), James Fox (in Der Diener), Helmut Berger (in Der Pate III), Ian McDiarmid (in Gorky Park) sowie den Anwalt Douglas Brackman (Alan Rachins) in der US-amerikanischen Fernsehserie L.A. Law.
Daneben arbeitete Ranspach ab 1948 auch umfangreich als Sprecher für Hörfunksendungen beim RIAS und beim NWDR.
Ranspach wurde auf dem Alten Kirchhof Schöneberg, Grabstelle UN 3-3-7/8, beerdigt.

## Filmografie (Auswahl)
- 1953: Die Prinzessin und der Schweinehirt
- 1955: Die falschen Nasen
- 1957: Viktoria
- 1958: Ist Mama nicht fabelhaft?
- 1959: Gesucht wird Mörder X
- 1962: Schönes Wochenende
- 1964: Clavigo
- 1966: Rasputin
- 1966/1968: Wilhelmina
- 1975: Unter einem Dach – Brillanten (TV-Serie)

## Synchronrollen (Auswahl)
Quelle: Deutsche Synchronkartei
| Schauspieler      | Film / Serie                                | Rolle                                                      |
| ----------------- | ------------------------------------------- | ---------------------------------------------------------- |
| Bernard Archard   | Schatten der Angst                          | Priester                                                   |
| Booth Colman      | Bonanza (Fernsehserie)                      | Flint Durfee                                               |
| Brian Badcoe      | Das Haus am Eaton Place (Fernsehserie)      | Surgeon Major Rice                                         |
| Carmen Argenziano | Booker                                      | Chick Sterling                                             |
| Charles Tyner     | Trio mit vier Fäusten (Fernsehserie)        | Nachbar von Frankie Kahana                                 |
| Daniel Ades       | Aguirre, der Zorn Gottes                    | Perucho                                                    |
| David Hurst       | Serpico (Fernsehserie)                      | Ducek                                                      |
| Frej Lindqvist    | Eine Handvoll Liebe                         | Fritz Fredrik Crona (Synchro 1976)                         |
| George Wyner      | Kojak – Einsatz in Manhattan (Fernsehserie) | ADA Linnick                                                |
| George Wyner      | Matt Houston (Fernsehserie)                 | Murray Chase                                               |
| George Zucco      | Saratoga                                    | Dr. Beard (Synchro im Jahr 1988)                           |
| Ian McDiarmid     | Gorky Park                                  | Prof. Andrejev                                             |
| Inigo Jackson     | Donegal, König der Rebellen                 | Offizier                                                   |
| James Fox         | Der Diener (1963)                           | Tony (1. Synchro)                                          |
| James Hong        | Dallas                                      | Botschafter                                                |
| James Shigeta     | Stirb langsam                               | Takagi                                                     |
| James Villiers    | Für König und Vaterland                     | Captain Midgley (Synchro im Jahr 1975)                     |
| Jim Norton        | Babylon 5 (Fernsehserie)                    | Wellington                                                 |
| John Laurie       | Leben und Sterben des Colonel Blimp         | Murdoch (Synchro im Jahr 1980)                             |
| John Mahoney      | Suspect – Unter Verdacht                    | Richter Matthew Bishop Helms                               |
| Jonathan Cecil    | Mord à la Carte                             | Hastings                                                   |
| Jonathan Cecil    | Tödliche Parties                            | Hastings                                                   |
| Joseph Ragno      | The Babe – Ein amerikanischer Traum         | Manager Huggins                                            |
| Lee Bergere       | Der Denver-Clan (Fernsehserie)              | Joseph Anders                                              |
| Lee Bergere       | Agentin mit Herz (Fernsehserie)             | Zinoviev                                                   |
| Lionel Jeffries   | Kapitän Seekrank                            | Garrod                                                     |
| Macon McCalman    | Mord ist ihr Hobby (Fernsehserie)           | Hoteldetektiv Fritz Rice (2. Synchro für RTL im Jahr 1990) |
| Paul Benedict     | Der Untermieter                             | Mark                                                       |
| Robin Gammell     | Schuldig bei Verdacht                       | Kongressabgeordneter Tavenner                              |
| Roger Delgado     | Agenten lassen bitten                       | Ahmed Ben Faid                                             |
| Rowan Atkinson    | Hexen hexen                                 | Mr. Stringer                                               |
| Vernon Weddle     | Hart aber herzlich (Fernsehserie)           | Anthony Stratham                                           |
| Wallas Eaton      | Inspektor Clouseau                          | Hoeffler                                                   |